# Lijst van afleveringen van Dick Turpin
Dit is een lijst met afleveringen van de Engelse televisieserie Dick Turpin. De serie telt 4 seizoenen. Een overzicht van alle afleveringen is hieronder te vinden.

## Seizoen 1
| #  | Aflevering       | Uitzenddatum UK  |
| -- | ---------------- | ---------------- |
| 1  | Swiftnick        | 6 januari 1979   |
| 2  | The Capture      | 13 januari 1979  |
| 3  | The Champion     | 20 januari 1979  |
| 4  | The Poacher      | 27 januari 1979  |
| 5  | The Pursuit      | 3 februari 1979  |
| 6  | The Blacksmith   | 10 februari 1979 |
| 7  | The Impostor     | 17 februari 1979 |
| 8  | The Upright Man  | 24 februari 1979 |
| 9  | The Whipping Boy | 3 maart 1979     |
| 10 | The Hero         | 10 maart 1979    |
| 11 | The Turncoat     | 17 maart 1979    |
| 12 | The Hostages     | 24 maart 1979    |
| 13 | The Jail-Birds   | 31 maart 1979    |

## Seizoen 2
| # | Aflevering             | Uitzenddatum UK  |
| - | ---------------------- | ---------------- |
| 1 | The Fox: Part 1        | 16 februari 1980 |
| 2 | The Fox: Part 2        | 23 februari 1980 |
| 3 | Blood Money            | 1 maart 1980     |
| 4 | Deadlier Than the Male | 8 maart 1980     |
| 5 | The Elixir of Life     | 15 maart 1980    |
| 6 | The Thief-Taker        | 22 maart 1980    |
| 7 | The Judge              | 29 maart 1980    |

## Seizoen 3
| # | Aflevering                               | Uitzenddatum UK |
| - | ---------------------------------------- | --------------- |
| 1 | Dick Turpin's Greatest Adventure: Part 1 | 16 mei 1981     |
| 2 | Dick Turpin's Greatest Adventure: Part 2 | 23 mei 1981     |
| 3 | Dick Turpin's Greatest Adventure: Part 3 | 30 mei 1981     |
| 4 | Dick Turpin's Greatest Adventure: Part 4 | 6 juni 1981     |
| 5 | Dick Turpin's Greatest Adventure: Part 5 | 13 juni 1981    |

## Seizoen 4
| # | Aflevering                | Uitzenddatum UK  |
| - | ------------------------- | ---------------- |
| 1 | Sentence of Death: Part 1 | 30 januari 1982  |
| 2 | Sentence of Death: Part 2 | 6 februari 1982  |
| 3 | The Godmother             | 13 februari 1982 |
| 4 | The Secret Folk           | 20 februari 1982 |
| 5 | The King's Shilling       | 27 februari 1982 |
| 6 | The Hanging               | 6 maart 1982     |